# Jesús Castañón Rodríguez
Jesús Castañón Rodríguez (Palencia, 1964) es filólogo y escritor español especializado en deportes; profesor de Lengua y Literatura Española, investigador y especialista en léxico deportivo y en la comunicación del deporte, lo que le ha valido el reconocimiento internacional.

## Desempeño profesional
Es Doctor en Filología Hispánica por la Universidad de Valladolid. Es colaborador externo de la Real Academia Española para la incorporación o revisión de léxico deportivo en diversos diccionarios, como el Diccionario de la lengua española y el Diccionario esencial de la lengua española.
Pertenece al Consejo Asesor de Idiomaydeporte.com y Revista Internacional de Medicina y Ciencias de la Actividad Física y del Deporte, así como al Comité Científico de las revistas Investigación y Educación Física y Comunidad Virtual de Ciencias del Deporte, así como de la Cátedra UCM-RFEG Comunicación y Golf.
Ha formado parte de grupos internacionales de trabajo sobre comunicación y deporte, y también  de grupos científicos de información y documentación deportiva. Ha participado como profesor en los másteres de periodismo de la Agencia Efe, el periódico ABC y la Universidad Pontificia de Salamanca.
Autor de numerosas monografías sobre lengua, literatura y comunicación en el deporte, es asesor de diversas revistas e instituciones latinoamericanas y españolas relacionadas con el deporte y principal responsable de la página web "Idioma y deporte".
Entre otras publicaciones ha colaborado con la revista digital EFDeportes (Buenos Aires), el Centro de Estudios Olímpicos y Ciencias Aplicadas al Deporte José Benjamín Zubiaur, de San Luis (Argentina); el Centro de Estudios Olímpicos de la Universidad de Oviedo; la publicación digital pionera sobre el español en Brasil, elcastellano.org, Apuntes, de Nueva York o la revista digital de la Universidad Nacional Autónoma de México (UNAM). También ha colaborado en la documentación de la memoria y la historia cultural del  Real Sporting de Gijón.

## Publicaciones
Cuenta con una amplia producción bibliográfica, con 25 monografías, y 20 capítulos insertos en libros sobre lengua y literatura del deporte; siendo uno de los autores más citados académicamente. Algunas publicaciones a destacar en las que ha sido autor o coautor: 
- Creación literaria y fútbol (1991)
- El lenguaje periodístico del fútbol (1993)
- Reflexiones lingüísticas sobre el deporte (1995)
- Creación literaria española sobre deporte moderno (1997)
- Idioma y deporte (1999)
- Tendencias actuales del idioma del deporte (2002)
- Cinco años de juego del lenguaje: www.idiomaydeporte.com (2004)
- Diccionario terminológico del deporte (2005)
- Términos deportivos en el habla cotidiana (2006).
- Il linguaggio dello sport, la comunicazione e la scuola (2009)
- Términos deportivos de origen extranjero (2010)
- Hinchas del idioma: el fútbol como fenómeno lingüístico (2018)
- Bibliotecas Itinerantes: Livros libertos, leitura e empoderamento. (2018)
- Más de 555 millones podemos leer este libro sin traducción. (2019)
- Diccionario de anglicismos del deporte (2021)
- Deporte en las ondas: una mirada al fenómeno radiofónico español durante el siglo XXI (2021)
- Deporte y comunicación: una mirada al fenómeno deportivo desde las ciencias de la comunicación en España (2021)

## Premios y reconocimientos
Recibió el Premio de Poesía Deportiva Juan Antonio Samaranch en 1990 y el Trofeo Rey Pelayo del Gobierno del Principado de Asturias en 2015.
Es doctor honoris causa por el Consejo Iberoamericano, en honor a la Calidad Educativa.

## Entrevistas
- Entrevista radiofónica en Avance Deportivo Radio Transcripción de la entrevista de Avance Deportivo Radio

## Enlaces relacionados
- Idioma y deporte